# 桑芸
桑芸（1603年—1660年），字笈雲，號纫蘭（一作号訒難），山西太原府榆次县人，明末清初官员。

## 生平
幼家贫，借书读之辄不忘，为文闳肆，袁督学继咸亟赏之。崇祯十二年（1639年）己卯科山西乡试舉人，十三年（1640年）庚辰科進士，通政司观政，授行人司行人。
明亡仕清，顺治二年六月，授贵州道试监察御史，七月巡按真定等处，寻以劾奏弘文院大学士冯铨，被革职。九年十一月起用，升大理寺左寺正，十一年五月往福建恤刑。历光禄寺寺丞，十二年六月升光禄寺少卿，寻升一级，为河南布政使司汝南道参政。十四年四月升广西按察使，十六年正月升河南右布政使，十七年在迁任广东左布政使途中，因积劳成疾，至蒙城病逝，赐祭葬。

## 著作
著有《笈雲集》。

## 家族
曾祖桑元秀，陕西安化县主簿。祖桑桐，靈石县教谕。伯父桑维高，隆慶辛未進士，陕西參議。桑维傑，选贡，任介休训导，升絳县教谕、潞安府教授。桑维貞，生员。叔父桑维嵩。父桑维直。前母阎氏、于氏、郭氏、母朱氏。娶郭氏。子日知、日省、日襄。